# Scooby-Doo and the Reluctant Werewolf
Scooby-Doo and the Reluctant Werewolf (Scooby Doo y la Carrera de los Monstruos en su título en español) es una película animada de 1988 producida por Hanna-Barbera. Esta es la última de las películas de la serie de Hanna Barbera Superstars 10, todas lanzadas directamente a televisión y vídeo. Marca también la última aparición oficial de Scrappy-Doo en la franquicia hasta la fecha.

## Sinopsis
Shaggy se convierte en un hombre lobo por el dueto joroba del Conde Drácula. Él y Scooby deben competir contra los otros monstruos en una carrera alrededor de Transilvania, acompañado por su novia, Scooby y Scrappy.

## Argumento
Shaggy es un importante corredor en el circuito de carreras, con su increíble bólido rojo, asimismo tiene a su lado a sus 2 mascotas Scrappy y Scooby quienes lo ayudan en todo, igual que su novia Googie. Se muestra como con su habilidad y unos trucos similares a los de sus oponentes gana una carrera en Florida.
Del otro lado del mundo nos encontramos en Transilvania, donde el Conde Drácula casualmente está organizando la carrera para elegir al monstruo del año. Desgraciadamente el único competidor faltante resulta ser el Hombre Lobo quien antes de la fecha de inicio había partido hacia Florida de vacaciones mandándole una postal a su jefe. Indignado el conde decide cancelar la carrera pero sin embargo le viene a la mente que cada 200 años un nuevo hombre lobo puede surgir si realizan un ritual especial que debe ser dentro de los 3 días de luna llena así que entre diferencias con los demás miembros y competidores decide llevar a cabo el ritual para ello buscando al posible candidato a ser el nuevo licántropo, siendo casualmente Shaggy, así que el Dueto Joroba es comisionado para llevar a cabo la misión.
Mientras tanto Shaggy, Scooby, Scrappy y Googie disfrutan tranquilamente de un descanso de la temporada de carreras haciando variadas actividades entre ellas ir al autocinema donde precisamente Shaggy se convierte en hombre lobo después de varios intentos del Dueto Joroba que no daban el resultado esperado, en este intento sí pasó por lo que Shaggy, Scooby, Scrappy y Googie escapan pero son atrapados por el dueto para ser llevados al castillo de Drácula.
Viendo en el lío en el que están y que sus intentos de escape fuesen frustrados negocian una condición con el conde que era regresar a Shaggy a su estado normal si él ganaba la carrera, tramposamente el conde acepta la condición, de este modo con su auto propio hacen un recorrido de reconocimiento para saber como actuar en cada caso ya que el auto del hombre lobo no estaba listo (entiéndase saboteado) después de dicho recorrido deciden descansar para el día de la gran carrera el conde comisiona al dueto para que no dejen dormir a Shaggy lo cual resulta a medias ya que una serie de situaciones no permiten que Shaggy descanse, el día fue peor ya que se encuentra prácticamente cansado por no poder dormir. Sin embargo Googie lo levanta de ánimo con un beso y así sale a competir, como aún no controlaba bien el saboteado vehículo provoca una carambola donde deja fuera de combate a los monstruos participantes aun así sacan adelante todo de nuevo y vuelven a reiniciar tal carrera.
A partir de este punto la carrera se convierte en un juego de gatos contra ratones para evitar que Shaggy gane ya que tanto el conde, como el dueto joroba con distintas artimañas, trampas y jugarretas pretendían evitar que ganara, sin embargo a pesar de todos los intentos Shaggy siempre salía avante de tales circunstancias salvándose tanto el y Scooby como Googie y Scrappy incluso las trampas más severas pudieron sortearlas, como la última donde un gigante llamado Gran Kong fue vencido por ellos, tirándolo justo encima de los demás rivales que estaban por llegar a la meta.
Por esta razón Shaggy termina siendo el ganador, así que el y sus amigos piden que el conde cumpla su parte del trato, eventualmente este se niega pero su esposa dice que sí hay solución pero la calla al instante al quitarle el libro, donde se convierte en otro juego de atrapadas, que culmina en una persecución en donde terminan en el aire volando todos ya que el auto de Shaggy se puede transformar en avión igual el conde usa su avión y con su ingenio atrapa a los 4 amigos en un tornado el cual los lleva a un destino "desconocido" sin embargo el conde aprovechándose de su suerte con confianza ciega recibe el impacto de un rayo que lo derriba justo en el mar, obviamente Shaggy, los 2 canes y su novia Googie se salvan y terminan volando encima de un jet comercial.
Ya en casa Googie ayuda a Shaggy para que este recupere su estatus normal, el cual lo recupera con éxito, preguntándose que le pasó a Drácula se muestra que es perseguido en el Mar Mediterráneo por un tiburón mientras el Dueto Joroba juega damas inglesas en el yate del conde.
Por lo tanto Shaggy gana la batalla, sin embargo el conde y el dueto se aparecen en una de las ventanas diciendo en parte que eso no iba a ser todo.

## Reparto
- Casey Kasem - Shaggy Rogers
- Don Messick - Scooby Doo y Scrappy Doo
- Hamilton Camp - Drácula
- Jim Cummings - Frankenstein y Genghis Kong
- Joan Gerber - Bruja Alta (Dreadonia) y Bruja Corta
- Ed Gilbert - Dr. Jekyll y Sr. Hyde
- Brian Stokes Mitchell - Bonejangles el Esqueleto
- Pat Musick - Vanna Pira
- Alan Oppenheimer - Momia
- Rob Paulsen - Quasi
- B.J. Ward - Googie y Repulsa (Novia de Frankenstein)
- Frank Welker - Modo, Hombre Planta y Monstruo Araña

### Doblaje latinoamericano
- Luis Alfonso Mendoza - Shaggy Rogers y Modo
- Francisco Reséndez - Scooby Doo
- José María Iglesias - Scrappy Doo
- Emilio Guerrero - Drácula
- Ricardo Hill - Frankenstein
- Eduardo Borja - Genghis Kong
- Liza Willert - Bruja Alta (Dreadonia)
- Gaby Willert - Bruja Corta
- Maynardo Zavala - Dr. Jekyll y Sr. Hyde
- Ismael Castro - Bonejangles el Esqueleto
- Rocío Garcel - Vanna Pira
- Jorge Roig - Momia y Quasi
- Maru Guerrero - Googie
- Joanna Brito - Repulsa (Novia de Frankenstein)

## Lanzamiento en DVD
Warner Home Video lanzó Scooby-Doo y la Carrera de los Monstruos en DVD en Región 1, el 5 de marzo de 2002. Al igual que los lanzamientos de otras películas de Scooby-Doo creadas a fines de los 80's, dando la falsa impresión de que la única película cuenta con Shaggy y Scooby.